# Zinaïda Ivanova
Zinaïda Sergueïevna Ivanova (1865 - 24 août 1913) est une féministe, auteure et traductrice russe, écrivant sous les pseudonymes de N. Mirovitch et Zinaida Mirovitch.

## Biographie
Zinaïda Ivanova est née en 1865 et a grandi à Moscou ; elle est diplômée des cours supérieurs féminins Guerrier en 1897. Elle se marie peu de temps après la fin de ses études, et commence une activité bénévole auprès de la commission de Moscou pour l'organisation de la lecture à la maison (Moskovskaia Kommissiia po Organizatsii Domashnego Chteniia). Parlant couramment l'anglais, le français, l'allemand, le norvégien, le finnois et le russe, elle écrit et traduit. À la suite de difficultés financières, elle fait dans les années 1900 des tournées de conférences pour compléter ses revenus. Elle meurt le 24 août 1913, à Vladykino, dans les environs de Moscou.

## Activités
Elle commence à écrire sur les questions féminines, en particulier au sujet de la Révolution française, peu de temps après son mariage, utilisant parfois les pseudonymes de N. Mirovitch et de Zinaïda Mirovitch. Elle traduit plusieurs pièces des plus connues en Russie du dramaturge norvégien Henrik Ibsen.
Elle assiste en 1899 au congrès de Londres du Conseil international des femmes, et intervient deux fois sur la situation du mouvement des femmes russes au congrès de l'Alliance internationale des femmes, en 1904 et 1906. Sa maîtrise de l'anglais et son anglophile la conduisent à passer beaucoup de temps en Grande-Bretagne, s'exprimant lors de meetings en faveur du droit de vote des femmes dans des rassemblements à Hyde Park. Elle traduit en russe un essai de philosophe John Stuart Mill, De l'assujettissement des femmes.
Zinaïda Ivanova est l'une des fondatrices de l'Union pan-russe pour l'égalité des femmes (russe : Всероссийский союз равноправия женщин) et rejoint pendant la révolution russe de 1905 la Ligue pan-russe pour l'Égalité des Femmes (russe : Всероссийская лига равноправия женщин) après la dissolution de l'Union en 1908.